# Авапесса
Авапесса (фр. Avapessa, корс. Avapessa) — коммуна во Франции, находится в регионе Корсика. Департамент коммуны — Верхняя Корсика. Входит в состав кантона Кальви. Округ коммуны — Кальви.
Код INSEE коммуны — 2B025.

## Население
Население коммуны на 2008 год составляло 79 человек.
| 1962 | 1968 | 1975 | 1982 | 1990 | 1999 | 2008 |
| ---- | ---- | ---- | ---- | ---- | ---- | ---- |
| 39   | 73   | 70   | 57   | 65   | 65   | 79   |

## Экономика

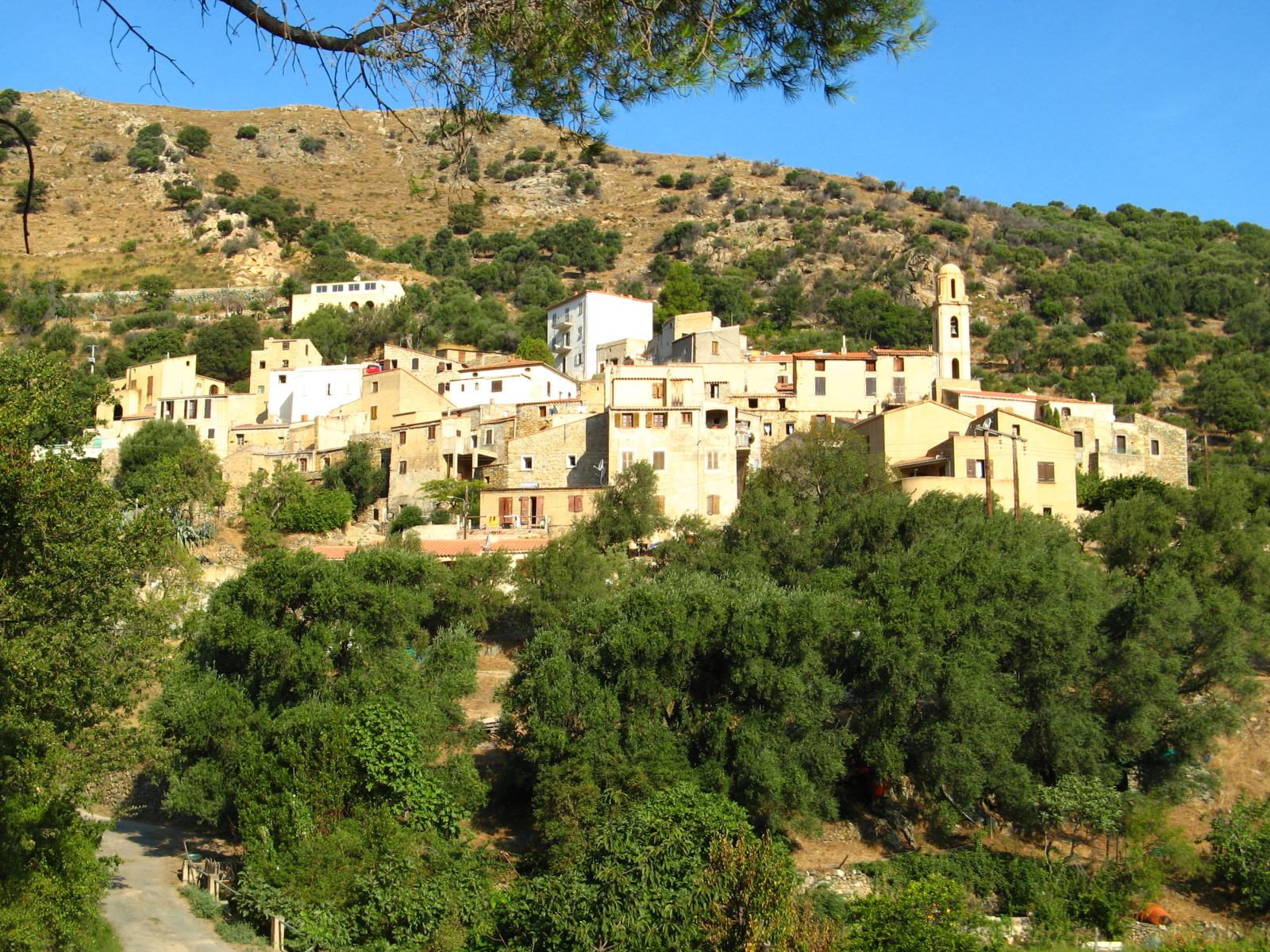
Авапесса

В 2007 году среди 48 человек в трудоспособном возрасте (15—64 лет) 33 были экономически активными, 15 — неактивными (показатель активности — 68,8 %, в 1999 году было 55,3 %). Из 33 активных работали 29 человек (12 мужчин и 17 женщин), безработных было 4 (3 мужчины и 1 женщина). Среди 15 неактивных 1 человек был учеником или студентом, 4 — пенсионерами, 10 были неактивными по другим причинам.